# 実験品家族 -クリーチャーズ・ファミリー・デイズ-
『実験品家族 -クリーチャーズ・ファミリー・デイズ-』（じっけんひんかぞく クリーチャーズ・ファミリー・デイズ）は、香港の漫画家であるYanaiが台湾のコミックサイト『日更計画』にて連載している漫画作品。2017年10月21日からは、日本語版が新潮社の月刊誌『月刊コミック@バンチ』にて2017年12月号より連載開始。『月刊コミックバンチ』にリニューアル後、2019年4月号で完結したが、単行本最終巻の巻末で作者はどこかで続きを発表したいとしている。

## あらすじ
タニスら5人の兄弟は、マッドサイエンティストである両親によって孤島の研究所に監禁されていたが、ある日、両親が警察に逮捕されたことで、その生活は終わりを告げる。初めて一般社会で生きていくことになった5人だが、タニス以外の4人の兄と姉は、両親の実験によって特異な身体能力を持っていたことと、現代社会で生きていくのに必要なことを身に着けていなかったこともあり、彼らはトラブル続きの日々を送ることとなる。

## 登場人物
タニス
声 - 杉山里穂
本作の主人公。5人兄弟の末っ子である11歳の少年。
幼少時から天才的な頭脳を発揮していたため、両親から身体を改造されることはなかった。一方で、かなりの方向音痴でもある。両親の逮捕を機に外の世界へ興味を抱くも、兄や姉たちの起こす騒動に苦労している。
アシス
声 - 早見沙織
一家の長女である16歳の少女。
植物の遺伝子を埋め込まれたため、自らの意のままに植物をはやすことができる。楽観的で穏やかな性格をしており、アイスリとは仲が良い。また、弟であるタニスをちゃん付けで呼ぶ。
アイスリ
声 - 森なな子
一家の次女である16歳の少女で、アシスの双子の姉妹。
クモの遺伝子を埋め込まれたため、背中から4本のクモの脚をはやしているほか、昆虫類を好んで食べる。束縛を嫌い、社会に溶け込むことを望むタニスとはよく衝突する。
スイシ
声 - 生田善子
一家の三女である14歳の少女。改造により読心術を習得した結果、他人を信用しなくなり、家族も彼女の考えをくみ取れずにいる。
スノー
声 - 浪川大輔
一家の長男である17歳の少年。犬と融合した結果、人型、犬型、半獣型に変化することができる。人型の時は落ち着いた性格をしている一方、犬型の時は普通の犬より賢いものの臆病で雷が鳴るとパニックに陥る。
スミレ
声 - 久保ユリカ
タニスが一目惚れした女の子。

## 書誌情報
- Yanai『実験品家族 -クリーチャーズ・ファミリー・デイズ-』新潮社〈BUNCH COMICS〉、全刊2巻（2019年3月10日現在）
  1. 2018年4月9日発売、ISBN 978-4-10-772064-1
  2. 2019年3月9日発売、ISBN 978-4-10-772164-8

## テレビアニメ
2018年4月から6月までTOKYO MXほかにて放送された。
キャストのうち、タニス・アイスリ・スイシ役は1月20日に発売された月刊コミック@バンチ3月号で公表され、アシスとスノーの担当声優は2月21日に発売された月刊コミック@バンチ4月号にて公表された。放送開始の前週には、放送直前スペシャル第0話がオンエアされた。番組後半は実写コーナー『実験品付録』を放送、出演は杉山里穂、森なな子、生田善子。

### スタッフ
- 原作・キャラクター原案 - Yanai[5]
- 監督・シリーズ構成・編集 - 危天行[5]
- 脚本 - 蔡志恒[5]
- アニメーションキャラクターデザイン - 李相美[5]
- 美術監督 - 李周映、姜信栄
- 色彩設計 - 李鮮浩
- 撮影監督 - 陳驍
- 音楽 - ゆうゆ
- 音楽制作 - インクストゥエンター
- 音響監督 - 関智寛[5]
- 音響制作 - グルーヴ
- 録音スタジオ - スリーエススタジオ
- アニメーション制作 - 大火鳥動画[5]
- 製作 - 日更計画

### 主題歌
オープニングテーマ「Early Days」
作詞・作曲 - 湊貴大 / 編曲 - 齋藤真也 / 歌 - 暁月凛
エンディングテーマ「春に落ちて」
作詞・作曲・編曲 - keeno / 歌 - 鹿乃

### 各話リスト
| 話数 | サブタイトル | 絵コンテ | 演出                 | 作画監督             |
| ---- | ------------ | -------- | -------------------- | -------------------- |
| #1   | 家族         | 陳炯珉   | 労子亮 姜遠鈺        | 梁倩瑶 崔智奥        |
| #2   | 鼓動         | 陳炯珉   | 労子亮 姜遠鈺        | 梁倩瑶 崔智奥        |
| #3   | 現実         | 曹永大   | 労子亮 姜遠鈺 李墉参 | 梁倩瑶 崔智奥        |
| #4   | 帰巣         | 曹永大   | 労子亮               | 梁倩瑶               |
| #5   | 潜入         | 曹永大   | 労子亮 姜遠鈺 朴明煥 | 梁倩瑶 朱炫佑        |
| #6   | 怪物         | 陳炯珉   | 労子亮 姜遠鈺 李墉参 | 梁倩瑶 朱炫佑        |
| #7   | 姉妹         | 陳炯珉   | 姜遠鈺 李墉参        | 梁倩瑶 呂真暎        |
| #8   | 観測         | 呉正鎬   | 姜遠鈺 李墉参        | 梁倩瑶 郭馨遠 朱炫佑 |
| #9   | 心根         | 陳炯珉   | 姜遠鈺 朴明煥        | 梁倩瑶 朱炫佑        |
| #10  | 分裂         | 郭馨遠   | 鄧承昭               | 梁倩瑶 鄧小冰        |
| #11  | 天秤         | 危天行   | 労子亮               | 梁倩瑶 張紹偉        |
| #12  | 実験品家族   | 危天行   | 労子亮               | 梁倩瑶 張紹偉        |

### 放送局
| 放送期間                | 放送時間           | 放送局      | 対象地域 | 備考                                                    |
| ----------------------- | ------------------ | ----------- | -------- | ------------------------------------------------------- |
| 2018年4月9日 - 6月25日  | 月曜 19:30 - 20:00 | TOKYO MX    | 東京都   |                                                         |
|                         | 月曜 22:30 - 23:00 | J:COMテレビ | 日本全域 | CATV                                                    |
| 2018年4月21日 - 6月30日 | 土曜 21:30 - 22:00 | AT-X        | 日本全域 | CS放送 / リピート放送あり 第0話は4月10日火曜22:30に放送 |

| 配信期間               | 配信時間        | 配信サイト |
| ---------------------- | --------------- | ---------- |
| 2018年4月9日 - 6月25日 | 月曜 20:00 更新 | GYAO!      |

| TOKYO MX 月曜19:30 - 20:00 枠         | TOKYO MX 月曜19:30 - 20:00 枠                   | TOKYO MX 月曜19:30 - 20:00 枠 |
| 前番組                                | 番組名                                          | 次番組                        |
| ------------------------------------- | ----------------------------------------------- | ----------------------------- |
| マーベル フューチャー・アベンジャーズ | 実験品家族 -クリーチャーズ・ファミリー・デイズ- | -                             |

## 反響
本作の日更計画における閲覧数は8500万PVを超えた。